# Гайтанево
Гайтанево (болг. Гайтанево) — село в Болгарии. Находится в Софийской области, входит в общину Горна-Малина. Население составляет 232 человека (2022).

## Политическая ситуация
Гайтанево подчиняется непосредственно общине и не имеет своего кмета.
Кмет (мэр) общины Горна-Малина — Емил Христов Найденов Болгарская социалистическая партия (БСП) по результатам выборов.